# 17e étape du Tour d'Espagne 2023
Pour un article plus général, voir Tour d'Espagne 2023.
La 17e étape du Tour d'Espagne 2023 se déroule le mercredi 13 septembre 2023 entre Ribadesella et l'Alto de l'Angliru dans les Asturies sur une distance de 124,4 km.

## Parcours
Partant du bord du Golfe de Gascogne à Ribadesella, la première moitié de cette courte (124,4 km) étape asturienne ne présente guère de grandes difficultés. À partir du km 66 et de la commune de San Martín del Rey Aurelio, la première des trois ascensions du jour se retrouve sur le parcours des coureurs : l'Alto de la Colladiella  (col de 1re catégorie) franchi après une ascension de 7,8 km. Ensuite, le parcours se dirige vers l'Alto del Cordal (col de 1re catégorie), une montée de 5,4 km avec une pente moyenne de 9,2 % dont le sommet se situe à 21,1 km de l'arrivée. Après la descente de ce col, l'ascension finale du mythique Alto de l'Angliru se dresse devant les coureurs. Ce col classé hors catégorie, long de 12,4 km, passant de l'altitude de 340 m au pied du col à La Vega à l'altitude de 1 558 m sur la ligne d'arrivée, présente une déclivité moyenne de 10,1 % et des sections à plus de 20 %. Il s'agit de la septième arrivée au sommet de l'édition 2023 et de la neuvième arrivée de la Vuelta à l'Alto de l'Angliru depuis 1999, la route n'étant pas asphaltée auparavant.

## Déroulement de la course
Dans la première partie de l'étape, le Belge porteur du maillot à pois Remco Evenepoel (Soudal Quick-Step) fait la course en tête accompagné dans un premier temps par son équipier Mattia Cattaneo, par Lorenzo Germani (Groupama-FDJ), Jarrad Drizners (Lotto Dstny) et Larry Warbasse (AG2R Citroën). Au fil des kilomètres, Evenepoel perd  tous ses compagnons d'échappée, le dernier à rester à ses côtés étant son équipier Cattaneo qui le laisse partir seul en tête au pied de l'Alto del Cordal, à 26,5 km de l'arrivée. Evenepoel a franchi en tête les deux premiers cols de première catégorie, faisant le plein de points pour le classement du meilleur grimpeur, son nouvel objectif sur cette Vuelta. L'avance d'Evenepoel décroît après le col de l'Alto del Cordal qu'il franchit avec deux minutes et vingt secondes d'avance sur le peloton.
Le Belge aborde en tête les pentes de l'Angliru avec une minute et vingt secondes d'avance mais est repris et dépassé à 5,5 km de l'arrivée par le groupe maillot rouge étonnamment emmené par l'équipe Bahrain Victorious. Ce groupe maillot rouge se réduit de plus en en plus et le trio de l'équipe Jumbo-Visma (Sepp Kuss, Jonas Vingegaard et Primož Roglič) se retrouve seul en tête à 2 km du sommet. Roglič et Vingegaard lâchent Kuss à 1 500 m de l'arrivée et se disputent la victoire. Roglič l'emporte mais Kuss, arrivé troisième à 19 secondes, sauve son maillot rouge pour huit petites secondes.

## Résultats

### Classement de l'étape
| \| Classement de l'étape \| Classement de l'étape \| Classement de l'étape \| Classement de l'étape \| Classement de l'étape \| \| Coureur \| Coureur \| Pays \| Équipe \| Temps \| \| --------------------- \| --------------------- \| --------------------- \| --------------------- \| --------------------- \| \| 1er \| Primož Roglič \| Slovénie \| Jumbo-Visma \| 3 h 15 min 56 s \| \| 2e \| Jonas Vingegaard \| Danemark \| Jumbo-Visma \| + 0 s \| \| 3e \| Sepp Kuss \| États-Unis \| Jumbo-Visma \| + 19 s \| \| 4e \| Mikel Landa \| Espagne \| Bahrain Victorious \| + 19 s \| \| 5e \| Wout Poels \| Pays-Bas \| Bahrain Victorious \| + 44 s \| \| 6e \| João Almeida \| Portugal \| UAE Team Emirates \| + 58 s \| \| 7e \| Cian Uijtdebroeks \| Belgique \| Bora-Hansgrohe \| + 1 min 20 s \| \| 8e \| Santiago Buitrago \| Colombie \| Bahrain Victorious \| + 1 min 20 s \| \| 9e \| Juan Ayuso \| Espagne \| UAE Team Emirates \| + 1 min 42 s \| \| 10e \| Enric Mas \| Espagne \| Movistar Team \| + 1 min 43 s \| |                   |            |                    |                 |
| |                   |            |                    |                 |
| Source : ProCyclingStats |                   |            |                    |                 |
| Classement de l'étape |                   |            |                    |                 |
| Coureur | Coureur           | Pays       | Équipe             | Temps           |
| 1er | Primož Roglič     | Slovénie   | Jumbo-Visma        | 3 h 15 min 56 s |
| 2e | Jonas Vingegaard  | Danemark   | Jumbo-Visma        | + 0 s           |
| 3e | Sepp Kuss         | États-Unis | Jumbo-Visma        | + 19 s          |
| 4e | Mikel Landa       | Espagne    | Bahrain Victorious | + 19 s          |
| 5e | Wout Poels        | Pays-Bas   | Bahrain Victorious | + 44 s          |
| 6e | João Almeida      | Portugal   | UAE Team Emirates  | + 58 s          |
| 7e | Cian Uijtdebroeks | Belgique   | Bora-Hansgrohe     | + 1 min 20 s    |
| 8e | Santiago Buitrago | Colombie   | Bahrain Victorious | + 1 min 20 s    |
| 9e | Juan Ayuso        | Espagne    | UAE Team Emirates  | + 1 min 42 s    |
| 10e | Enric Mas         | Espagne    | Movistar Team      | + 1 min 43 s    |

### Points attribués pour le classement par points
| Sprint intermédiaire Figareo (km 91,3) | Sprint intermédiaire Figareo (km 91,3) | Sprint intermédiaire Figareo (km 91,3) | Sprint intermédiaire Figareo (km 91,3) | Sprint intermédiaire Figareo (km 91,3) |
| -------------------------------------- | -------------------------------------- | -------------------------------------- | -------------------------------------- | -------------------------------------- |
|                                        | Coureur                                | Pays                                   | Équipe                                 | Point(s)                               |
| 1er                                    | Mattia Cattaneo                        | Italie                                 | Soudal Quick-Step                      | 20                                     |
| 2e                                     | Remco Evenepoel                        | Belgique                               | Soudal Quick-Step                      | 17                                     |
| 3e                                     | Marc Soler                             | Espagne                                | UAE Emirates                           | 15                                     |
| 4e                                     | Eduardo Sepúlveda                      | Argentine                              | Lotto Dstny                            | 13                                     |
| 5e                                     | Lorenzo Germani                        | Italie                                 | Groupama-FDJ                           | 10                                     |
| modifier                               |                                        |                                        |                                        |                                        |

| Arrivée d'étape Alto de l'Angliru (km 124,4) | Arrivée d'étape Alto de l'Angliru (km 124,4) | Arrivée d'étape Alto de l'Angliru (km 124,4) | Arrivée d'étape Alto de l'Angliru (km 124,4) | Arrivée d'étape Alto de l'Angliru (km 124,4) |
| -------------------------------------------- | -------------------------------------------- | -------------------------------------------- | -------------------------------------------- | -------------------------------------------- |
|                                              | Coureur                                      | Pays                                         | Équipe                                       | Point(s)                                     |
| 1er                                          | Primož Roglič                                | Slovénie                                     | Jumbo-Visma                                  | 20                                           |
| 2e                                           | Jonas Vingegaard                             | Danemark                                     | Jumbo-Visma                                  | 17                                           |
| 3e                                           | Sepp Kuss                                    | Espagne                                      | Jumbo-Visma                                  | 15                                           |
| 4e                                           | Mikel Landa                                  | Espagne                                      | Bahrain Victorious                           | 13                                           |
| 5e                                           | Wout Poels                                   | Pays-Bas                                     | Bahrain Victorious                           | 11                                           |
| 6e                                           | João Almeida                                 | Portugal                                     | UAE Emirates                                 | 10                                           |
| 7e                                           | Cian Uijtdebroeks                            | Belgique                                     | Bora-Hansgrohe                               | 9                                            |
| 8e                                           | Santiago Buitrago                            | Colombie                                     | Bahrain Victorious                           | 8                                            |
| 9e                                           | Juan Ayuso                                   | Espagne                                      | UAE Emirates                                 | 7                                            |
| 10e                                          | Enric Mas                                    | Espagne                                      | Movistar                                     | 6                                            |
| 11e                                          | Steff Cras                                   | Belgique                                     | TotalEnergies                                | 5                                            |
| 12e                                          | Romain Bardet                                | France                                       | DSM-Firmenich                                | 4                                            |
| 13e                                          | Aleksandr Vlasov                             |                                              | Bora-Hansgrohe                               | 3                                            |
| 14e                                          | Cristian Rodríguez                           | Espagne                                      | Arkéa-Samsic                                 | 2                                            |
| 15e                                          | Lennert Van Eetvelt                          | Belgique                                     | Lotto Dstny                                  | 1                                            |
| modifier                                     |                                              |                                              |                                              |                                              |

### Points attribués pour le classement du meilleur grimpeur
| Alto de la Colladiella (km 75,8) 1re catégorie (7,8 km à 7,1%) | Alto de la Colladiella (km 75,8) 1re catégorie (7,8 km à 7,1%) | Alto de la Colladiella (km 75,8) 1re catégorie (7,8 km à 7,1%) | Alto de la Colladiella (km 75,8) 1re catégorie (7,8 km à 7,1%) | Alto de la Colladiella (km 75,8) 1re catégorie (7,8 km à 7,1%) |
| -------------------------------------------------------------- | -------------------------------------------------------------- | -------------------------------------------------------------- | -------------------------------------------------------------- | -------------------------------------------------------------- |
|                                                                | Coureur                                                        | Pays                                                           | Équipe                                                         | Point(s)                                                       |
| 1er                                                            | Remco Evenepoel                                                | Belgique                                                       | Soudal Quick-Step                                              | 10                                                             |
| 2e                                                             | Mattia Cattaneo                                                | Italie                                                         | Soudal Quick-Step                                              | 6                                                              |
| 3e                                                             | Marc Soler                                                     | Espagne                                                        | UAE Emirates                                                   | 4                                                              |
| 4e                                                             | Eduardo Sepúlveda                                              | Argentine                                                      | Lotto Dstny                                                    | 2                                                              |
| 5e                                                             | Lorenzo Germani                                                | Italie                                                         | Groupama-FDJ                                                   | 1                                                              |
| modifier                                                       |                                                                |                                                                |                                                                |                                                                |

| Alto del Cordal (km 103,3) 1re catégorie (5,4 km à 9,2%) | Alto del Cordal (km 103,3) 1re catégorie (5,4 km à 9,2%) | Alto del Cordal (km 103,3) 1re catégorie (5,4 km à 9,2%) | Alto del Cordal (km 103,3) 1re catégorie (5,4 km à 9,2%) | Alto del Cordal (km 103,3) 1re catégorie (5,4 km à 9,2%) |
| -------------------------------------------------------- | -------------------------------------------------------- | -------------------------------------------------------- | -------------------------------------------------------- | -------------------------------------------------------- |
|                                                          | Coureur                                                  | Pays                                                     | Équipe                                                   | Point(s)                                                 |
| 1er                                                      | Remco Evenepoel                                          | Belgique                                                 | Soudal Quick-Step                                        | 10                                                       |
| 2e                                                       | Marc Soler                                               | Espagne                                                  | UAE Emirates                                             | 6                                                        |
| 3e                                                       | Antonio Tiberi                                           | Italie                                                   | Bahrain Victorious                                       | 4                                                        |
| 4e                                                       | Damiano Caruso                                           | Italie                                                   | Bahrain Victorious                                       | 2                                                        |
| 5e                                                       | Mikel Landa                                              | Espagne                                                  | Bahrain Victorious                                       | 1                                                        |
| modifier                                                 |                                                          |                                                          |                                                          |                                                          |

| \| Alto de l'Angliru (km 124,4) Hors catégorie (12,4 km à 9,8%) \| Alto de l'Angliru (km 124,4) Hors catégorie (12,4 km à 9,8%) \| Alto de l'Angliru (km 124,4) Hors catégorie (12,4 km à 9,8%) \| Alto de l'Angliru (km 124,4) Hors catégorie (12,4 km à 9,8%) \| Alto de l'Angliru (km 124,4) Hors catégorie (12,4 km à 9,8%) \| \| ------------------------------------------------------------ \| ------------------------------------------------------------ \| ------------------------------------------------------------ \| ------------------------------------------------------------ \| ------------------------------------------------------------ \| \| \| Coureur \| Pays \| Équipe \| Point(s) \| \| 1er \| Primož Roglič \| Slovénie \| Jumbo-Visma \| 15 \| \| 2e \| Jonas Vingegaard \| Danemark \| Jumbo-Visma \| 10 \| \| 3e \| Sepp Kuss \| Espagne \| Jumbo-Visma \| 6 \| \| 4e \| Mikel Landa \| Espagne \| Bahrain Victorious \| 4 \| \| 5e \| Wout Poels \| Pays-Bas \| Bahrain Victorious \| 2 \| \| 6e \| João Almeida \| Portugal \| UAE Emirates \| 1 \| \| modifier \| \| \| \| \| |                  |          |                    |          |
| Alto de l'Angliru (km 124,4) Hors catégorie (12,4 km à 9,8%) |                  |          |                    |          |
| | Coureur          | Pays     | Équipe             | Point(s) |
| 1er | Primož Roglič    | Slovénie | Jumbo-Visma        | 15       |
| 2e | Jonas Vingegaard | Danemark | Jumbo-Visma        | 10       |
| 3e | Sepp Kuss        | Espagne  | Jumbo-Visma        | 6        |
| 4e | Mikel Landa      | Espagne  | Bahrain Victorious | 4        |
| 5e | Wout Poels       | Pays-Bas | Bahrain Victorious | 2        |
| 6e | João Almeida     | Portugal | UAE Emirates       | 1        |
| modifier |                  |          |                    |          |

### Bonifications
|   | Coureur         | Pays     | Équipe            | Secondes |
| - | --------------- | -------- | ----------------- | -------- |
| 1 | Mattia Cattaneo | Italie   | Soudal Quick-Step | 6 s      |
| 2 | Remco Evenepoel | Belgique | Soudal Quick-Step | 4 s      |
| 3 | Marc Soler      | Espagne  | UAE Emirates      | 2 s      |

|   | Coureur          | Pays       | Équipe      | Secondes |
| - | ---------------- | ---------- | ----------- | -------- |
| 1 | Primož Roglič    | Slovénie   | Jumbo-Visma | 10 s     |
| 2 | Jonas Vingegaard | Danemark   | Jumbo-Visma | 6 s      |
| 3 | Sepp Kuss        | États-Unis | Jumbo-Visma | 4 s      |

### Prix de la combativité
- Remco Evenepoel  (Soudal Quick-Step)

## Classements à l'issue de l'étape

### Classement général
| \| Classement général \| Classement général \| Classement général \| Classement général \| Classement général \| \| Coureur \| Coureur \| Pays \| Équipe \| Temps \| \| ------------------ \| ------------------ \| ------------------ \| ------------------ \| ------------------ \| \| 1er \| Sepp Kuss \| États-Unis \| Jumbo-Visma \| 60 h 34 min 21 s \| \| 2e \| Jonas Vingegaard \| Danemark \| Jumbo-Visma \| + 8 s \| \| 3e \| Primož Roglič \| Slovénie \| Jumbo-Visma \| + 1 min 08 s \| \| 4e \| Juan Ayuso \| Espagne \| UAE Team Emirates \| + 4 min 00 s \| \| 5e \| Mikel Landa \| Espagne \| Bahrain Victorious \| + 4 min 16 s \| \| 6e \| Enric Mas \| Espagne \| Movistar Team \| + 4 min 30 s \| \| 7e \| Cian Uijtdebroeks \| Belgique \| Bora-Hansgrohe \| + 6 min 43 s \| \| 8e \| Aleksandr Vlasov \| Bannière neutre \| Bora-Hansgrohe \| + 7 min 38 s \| \| 9e \| João Almeida \| Portugal \| UAE Team Emirates \| + 9 min 26 s \| \| 10e \| Santiago Buitrago \| Colombie \| Bahrain Victorious \| + 11 min 26 s \| |                   |                 |                    |                  |
| |                   |                 |                    |                  |
| Source : ProCyclingStats |                   |                 |                    |                  |
| Classement général |                   |                 |                    |                  |
| Coureur | Coureur           | Pays            | Équipe             | Temps            |
| 1er | Sepp Kuss         | États-Unis      | Jumbo-Visma        | 60 h 34 min 21 s |
| 2e | Jonas Vingegaard  | Danemark        | Jumbo-Visma        | + 8 s            |
| 3e | Primož Roglič     | Slovénie        | Jumbo-Visma        | + 1 min 08 s     |
| 4e | Juan Ayuso        | Espagne         | UAE Team Emirates  | + 4 min 00 s     |
| 5e | Mikel Landa       | Espagne         | Bahrain Victorious | + 4 min 16 s     |
| 6e | Enric Mas         | Espagne         | Movistar Team      | + 4 min 30 s     |
| 7e | Cian Uijtdebroeks | Belgique        | Bora-Hansgrohe     | + 6 min 43 s     |
| 8e | Aleksandr Vlasov  | Bannière neutre | Bora-Hansgrohe     | + 7 min 38 s     |
| 9e | João Almeida      | Portugal        | UAE Team Emirates  | + 9 min 26 s     |
| 10e | Santiago Buitrago | Colombie        | Bahrain Victorious | + 11 min 26 s    |

| Classement par points | Classement par points | Classement par points | Classement par points | Classement par points |
| Coureur               | Coureur               | Pays                  | Équipe                | Points                |
| --------------------- | --------------------- | --------------------- | --------------------- | --------------------- |
| 1er                   | Kaden Groves          | Australie             | Alpecin-Deceuninck    | 228 pts               |
| 2e                    | Remco Evenepoel       | Belgique              | Soudal Quick-Step     | 152 pts               |
| 3e                    | Jonas Vingegaard      | Danemark              | Jumbo-Visma           | 120 pts               |
| 4e                    | Primož Roglič         | Slovénie              | Jumbo-Visma           | 112 pts               |
| 5e                    | Andreas Kron          | Danemark              | Lotto Dstny           | 111 pts               |
| 6e                    | Sepp Kuss             | États-Unis            | Jumbo-Visma           | 106 pts               |
| 7e                    | Marc Soler            | Espagne               | UAE Team Emirates     | 97 pts                |
| 8e                    | Juan Ayuso            | Espagne               | UAE Team Emirates     | 97 pts                |
| 9e                    | Lennard Kämna         | Allemagne             | Bora-Hansgrohe        | 85 pts                |
| 10e                   | Marijn van den Berg   | Pays-Bas              | EF Education-EasyPost | 85 pts                |

| Classement par points | Classement par points | Classement par points | Classement par points | Classement par points |
| Coureur               | Coureur               | Pays                  | Équipe                | Points                |
| --------------------- | --------------------- | --------------------- | --------------------- | --------------------- |
| 1er                   | Kaden Groves          | Australie             | Alpecin-Deceuninck    | 228 pts               |
| 2e                    | Remco Evenepoel       | Belgique              | Soudal Quick-Step     | 152 pts               |
| 3e                    | Jonas Vingegaard      | Danemark              | Jumbo-Visma           | 120 pts               |
| 4e                    | Primož Roglič         | Slovénie              | Jumbo-Visma           | 112 pts               |
| 5e                    | Andreas Kron          | Danemark              | Lotto Dstny           | 111 pts               |
| 6e                    | Sepp Kuss             | États-Unis            | Jumbo-Visma           | 106 pts               |
| 7e                    | Marc Soler            | Espagne               | UAE Team Emirates     | 97 pts                |
| 8e                    | Juan Ayuso            | Espagne               | UAE Team Emirates     | 97 pts                |
| 9e                    | Lennard Kämna         | Allemagne             | Bora-Hansgrohe        | 85 pts                |
| 10e                   | Marijn van den Berg   | Pays-Bas              | EF Education-EasyPost | 85 pts                |

| Classement de la montagne | Classement de la montagne | Classement de la montagne | Classement de la montagne | Classement de la montagne |
| Coureur                   | Coureur                   | Pays                      | Équipe                    | Points                    |
| ------------------------- | ------------------------- | ------------------------- | ------------------------- | ------------------------- |
| 1er                       | Remco Evenepoel           | Belgique                  | Soudal Quick-Step         | 91 pts                    |
| 2e                        | Jonas Vingegaard          | Danemark                  | Jumbo-Visma               | 51 pts                    |
| 3e                        | Michael Storer            | Australie                 | Groupama-FDJ              | 39 pts                    |
| 4e                        | Romain Bardet             | France                    | Team DSM-Firmenich        | 35 pts                    |
| 5e                        | Primož Roglič             | Slovénie                  | Jumbo-Visma               | 33 pts                    |
| 6e                        | Sepp Kuss                 | États-Unis                | Jumbo-Visma               | 33 pts                    |
| 7e                        | Eduardo Sepúlveda         | Argentine                 | Lotto Dstny               | 23 pts                    |
| 8e                        | Jesús Herrada             | Espagne                   | Cofidis                   | 22 pts                    |
| 9e                        | Andreas Kron              | Danemark                  | Lotto Dstny               | 20 pts                    |
| 10e                       | Marc Soler                | Espagne                   | UAE Team Emirates         | 15 pts                    |

| Classement de la montagne | Classement de la montagne | Classement de la montagne | Classement de la montagne | Classement de la montagne |
| Coureur                   | Coureur                   | Pays                      | Équipe                    | Points                    |
| ------------------------- | ------------------------- | ------------------------- | ------------------------- | ------------------------- |
| 1er                       | Remco Evenepoel           | Belgique                  | Soudal Quick-Step         | 91 pts                    |
| 2e                        | Jonas Vingegaard          | Danemark                  | Jumbo-Visma               | 51 pts                    |
| 3e                        | Michael Storer            | Australie                 | Groupama-FDJ              | 39 pts                    |
| 4e                        | Romain Bardet             | France                    | Team DSM-Firmenich        | 35 pts                    |
| 5e                        | Primož Roglič             | Slovénie                  | Jumbo-Visma               | 33 pts                    |
| 6e                        | Sepp Kuss                 | États-Unis                | Jumbo-Visma               | 33 pts                    |
| 7e                        | Eduardo Sepúlveda         | Argentine                 | Lotto Dstny               | 23 pts                    |
| 8e                        | Jesús Herrada             | Espagne                   | Cofidis                   | 22 pts                    |
| 9e                        | Andreas Kron              | Danemark                  | Lotto Dstny               | 20 pts                    |
| 10e                       | Marc Soler                | Espagne                   | UAE Team Emirates         | 15 pts                    |

| Classement du meilleur jeune | Classement du meilleur jeune | Classement du meilleur jeune | Classement du meilleur jeune | Classement du meilleur jeune |
| Coureur                      | Coureur                      | Pays                         | Équipe                       | Temps                        |
| ---------------------------- | ---------------------------- | ---------------------------- | ---------------------------- | ---------------------------- |
| 1er                          | Juan Ayuso                   | Espagne                      | UAE Team Emirates            | 60 h 38 min 21 s             |
| 2e                           | Cian Uijtdebroeks            | Belgique                     | Bora-Hansgrohe               | + 2 min 43 s                 |
| 3e                           | João Almeida                 | Portugal                     | UAE Team Emirates            | + 5 min 26 s                 |
| 4e                           | Santiago Buitrago            | Colombie                     | Bahrain Victorious           | + 7 min 26 s                 |
| 5e                           | Remco Evenepoel              | Belgique                     | Soudal Quick-Step            | + 33 min 38 s                |
| 6e                           | Einer Rubio                  | Colombie                     | Movistar Team                | + 39 min 49 s                |
| 7e                           | Attila Valter                | Hongrie                      | Jumbo-Visma                  | + 51 min 34 s                |
| 8e                           | Antonio Tiberi               | Italie                       | Bahrain Victorious           | + 52 min 35 s                |
| 9e                           | Lenny Martinez               | France                       | Groupama-FDJ                 | + 1 h 06 min 06 s            |
| 10e                          | Finn Fisher-Black            | Nouvelle-Zélande             | UAE Team Emirates            | + 1 h 31 min 42 s            |

| Classement du meilleur jeune | Classement du meilleur jeune | Classement du meilleur jeune | Classement du meilleur jeune | Classement du meilleur jeune |
| Coureur                      | Coureur                      | Pays                         | Équipe                       | Temps                        |
| ---------------------------- | ---------------------------- | ---------------------------- | ---------------------------- | ---------------------------- |
| 1er                          | Juan Ayuso                   | Espagne                      | UAE Team Emirates            | 60 h 38 min 21 s             |
| 2e                           | Cian Uijtdebroeks            | Belgique                     | Bora-Hansgrohe               | + 2 min 43 s                 |
| 3e                           | João Almeida                 | Portugal                     | UAE Team Emirates            | + 5 min 26 s                 |
| 4e                           | Santiago Buitrago            | Colombie                     | Bahrain Victorious           | + 7 min 26 s                 |
| 5e                           | Remco Evenepoel              | Belgique                     | Soudal Quick-Step            | + 33 min 38 s                |
| 6e                           | Einer Rubio                  | Colombie                     | Movistar Team                | + 39 min 49 s                |
| 7e                           | Attila Valter                | Hongrie                      | Jumbo-Visma                  | + 51 min 34 s                |
| 8e                           | Antonio Tiberi               | Italie                       | Bahrain Victorious           | + 52 min 35 s                |
| 9e                           | Lenny Martinez               | France                       | Groupama-FDJ                 | + 1 h 06 min 06 s            |
| 10e                          | Finn Fisher-Black            | Nouvelle-Zélande             | UAE Team Emirates            | + 1 h 31 min 42 s            |

| Classement par équipes | Classement par équipes | Classement par équipes | Classement par équipes |
| Équipe                 | Équipe                 | Pays                   | Temps                  |
| ---------------------- | ---------------------- | ---------------------- | ---------------------- |
| 1re                    | Jumbo-Visma            | Pays-Bas               | 181 h 09 min 29 s      |
| 2e                     | UAE Team Emirates      | Émirats arabes unis    | + 24 min 35 s          |
| 3e                     | Bora-Hansgrohe         | Allemagne              | + 31 min 01 s          |
| 4e                     | Bahrain Victorious     | Bahreïn                | + 37 min 56 s          |
| 5e                     | Movistar Team          | Espagne                | + 2 h 07 min 11 s      |
| 6e                     | TotalEnergies          | France                 | + 3 h 00 min 56 s      |
| 7e                     | Groupama-FDJ           | France                 | + 3 h 09 min 25 s      |
| 8e                     | Soudal Quick-Step      | Belgique               | + 3 h 20 min 27 s      |
| 9e                     | Astana Qazaqstan Team  | Kazakhstan             | + 3 h 33 min 41 s      |
| 10e                    | Lidl-Trek              | États-Unis             | + 3 h 36 min 44 s      |

| Classement par équipes | Classement par équipes | Classement par équipes | Classement par équipes |
| Équipe                 | Équipe                 | Pays                   | Temps                  |
| ---------------------- | ---------------------- | ---------------------- | ---------------------- |
| 1re                    | Jumbo-Visma            | Pays-Bas               | 181 h 09 min 29 s      |
| 2e                     | UAE Team Emirates      | Émirats arabes unis    | + 24 min 35 s          |
| 3e                     | Bora-Hansgrohe         | Allemagne              | + 31 min 01 s          |
| 4e                     | Bahrain Victorious     | Bahreïn                | + 37 min 56 s          |
| 5e                     | Movistar Team          | Espagne                | + 2 h 07 min 11 s      |
| 6e                     | TotalEnergies          | France                 | + 3 h 00 min 56 s      |
| 7e                     | Groupama-FDJ           | France                 | + 3 h 09 min 25 s      |
| 8e                     | Soudal Quick-Step      | Belgique               | + 3 h 20 min 27 s      |
| 9e                     | Astana Qazaqstan Team  | Kazakhstan             | + 3 h 33 min 41 s      |
| 10e                    | Lidl-Trek              | États-Unis             | + 3 h 36 min 44 s      |

## Abandons
- Geoffrey Bouchard (AG2R Citroën) : abandon.